# Fugacitet
Fugacitet är ett mått på tendensen för en molekyl att fly ifrån det system den för ögonblicket befinner sig i. Begreppet, som kommer från latinets fugere (att fly) myntades av den amerikanske kemisten Gilbert N. Lewis 1901. Fugaciteten kan ses som ett slags korrigerat tryck, och används speciellt i samband med jämviktsberäkningar. 

## Fugacitet för gaser
Fugaciteten för en gas är nära relaterad till dess partialtryck:
{\displaystyle f=\phi P\,}

där {\displaystyle f} är fugaciteten, {\displaystyle P} är partialtrycket för en viss gas i en gasblandning (vanligen i enheten bar), och {\displaystyle \phi } är en fugacitetskoefficient. För en ideal gas är fugacitetskoefficienten = 1 vilket betyder att fugaciteten då är samma sak som partialtrycket. Detta är ofta en acceptabel förenkling för många system där det totala trycket är ganska lågt, som till exempel i jordens atmosfär, i de övre marklagren, i sjöar och i ytligt havsvatten. Vid höga totala tryck och vid låga temperaturer måste dock {\displaystyle \phi } beräknas, och fugacitet i stället för partialtryck måste användas i jämviktskonstanten.

## Fugacitet för vätskor och för fasta faser
Lewis definierade fugaciteter även för vätskor och fasta faser eftersom dessa har ett visst ångtryck som speglar dessas strävan att fly ifrån vätskefas eller fast fas till gasfas. För vätskor gäller:
{\displaystyle f_{L}=\gamma XP_{L}^{*}\,}

där {\displaystyle f_{L}} är fugaciteten för vätskan, {\displaystyle X} är molbråket för vätskan (dvs den andel av en vätskeblandning som utgörs av en viss vätska),  {\displaystyle P_{L}^{*}} är ångtrycket för vätskan i dess rena form, och {\displaystyle \gamma } är en aktivitetskoefficient (ej identisk med den aktivitetskoefficient som reglerar sambandet mellan koncentration och aktivitet). Då {\displaystyle \gamma } = 1 har vi vad som betecknas som en ideal lösning, och uttrycket blir likvärdigt med Raoults lag. För till exempel många kolväten lösta i vatten är {\displaystyle \gamma } dock betydligt större än 1.

Vidare, om en gasfas befinner sig i jämvikt med vätskan och gasen är ideal, dvs Henrys lag gäller, är fugaciteten {\displaystyle f_{L}} lika med partialtrycket för ämnet i gasfasen.